# I. e. 276
Évszázadok: i. e. 4. század – i. e. 3. század – i. e. 2. század
Évtizedek: i. e. 320-as évek – i. e. 310-es évek – i. e. 300-as évek – i. e. 290-es évek – i. e. 280-as évek – i. e. 270-es évek – i. e. 260-as évek – i. e. 250-es évek – i. e. 240-es évek – i. e. 230-as évek – i. e. 220-as évek
Évek: i. e. 281 – i. e. 280 – i. e. 279 – i. e. 278 –  i. e. 277 – i. e. 276 – i. e. 275 – i. e. 274 – i. e. 273 – i. e. 272 – i. e. 271

## Események

### Egyiptom
- Magasz (I. Ptolemaiosz Szótér fogadott fia), Küréné kormányzója kikiáltja függetlenségét Egyiptomtól és felveszi a királyi címet.
- II. Ptolemaiosz nővére, Arszinoé Egyiptomba visszatérve megvádolja öccse feleségét, akit szintén Arszinoénak hívtak (Lüszimakhosz lányát), hogy férje életére tör. Ptolemaiosz elválik a feleségétől és a felső-egyiptomi Koptoszba száműzi, a gyermekeik az apjuknál maradnak. Ptolemaiosz ezután feleségül veszi a nővérét, amely megfelel a régi egyiptomi szokásoknak, a görögök azonban botrányosnak tartják és mindketten megkapják a Philadelphosz (testvérszerető) jelzőt (hozzávetőleges időpont, i. e. 280 és i. e. 276 között).

### Görögország
- Aigion elűzi a makedón helyőrséget és csatlakozik az Akháj Szövetséghez. A szövetség ezután híres, Zeusz Homariosznak szentelt templománál tartja gyűléseit a következő 130 évben.

### Itália
- Szicíliában Pürrhosz ostrom alá veszi Lilybaeumot, de nem tudja elfoglalni, Tárgyalásokba kezd a békéről Karthágóval és a Líbiai-tengert javasolja határnak a görögök és a punok között, de Karthágó ezt nem fogadja el. Közben Pürrhosz egyre zsarnokibb módon viselkedik, a szicíliai városok csalódnak benne és ellene fordulnak.
- A tarentumiak és a szamniszok egyre nehezebben tartják magukat a rómaiak ellenében és kérik Pürrhoszt, hogy térjen vissza, így a király megfelelő indokkal, megaláztatás nélkül tudja elhagyni Szicíliát, bár a karthágóiak a visszavonuló flottáját támadják meg, partraszállás után pedig a messzénéi mamertinusok zaklatják menetoszlopát.
- Rómában Quintus Fabius Maximus Gurgest és Caius Genucius Clepsinát választják consulnak. A városban járvány pusztít.

## Születések
- Eratoszthenész, görög matematikus, csillagász

## Halálozások
- Krantór, görög filozófus

## Fordítás
- Ez a szócikk részben vagy egészben  a(z)   276 v. Chr. című német Wikipédia-szócikk ezen változatának fordításán alapul.  Az eredeti cikk szerkesztőit annak laptörténete sorolja fel. Ez a jelzés csupán a megfogalmazás eredetét és a szerzői jogokat jelzi, nem szolgál a cikkben szereplő információk forrásmegjelöléseként.